# Ramón Menéndez Pidal
Ramón Menéndez Pidal (pronunțare în spaniolă: [raˈmon meˈnendeθ piˈðal]; n. 13 martie 1869, A Coruña, Galicia, Spania – d. 14 noiembrie 1968, Madrid, Noua Castilie⁠(d), Spania) a fost un filolog și istoric literar spaniol.
A fost un romanist de notorietate mondială.
A efectuat cercetări erudite, riguros specializate, în care studiul filologic este susținut de comentariul istoric și literar, investigând îndeosebi literatura medievală.
A fondat Revista de filologia española.

## Scrieri
- 1896: La leyenda de los infantes de Lara ("Legenda infanților de Lara");
- 1898: Crónicas generales de España ("Cronicile generale ale Spaniei");
- 1919: La primitiva poesía lírica española ("Poezie lirică spaniolă de început");
- 1924: Poesía juglaresca y juglares ("Poezia trubadurescă și trubadurii");
- 1957: Poesía juglaresca y orígenes de las literaturas románicas. Problema de historia literaria y cultural ("Poezia trubadurescă și originile literaturilor romanice. Probleme de istorie literară și culturală");
- 1928: El romancero. Teorias e investigationes ("Romancero. Teorii și cercetări");
- 1939: Los romances de América y otros estudios ("Baladele Americii și alte studii");
- 1941: Poesía árabe y poesía europea, con otros estudios de literatura medieval ("Poezia arabă și poezia europeană, cu alte studii de literatură medievală");
- 1951: De primitiva lírica española y antigua épica ("Despre lirica spaniolă de început și vechea epică");
- 1952: Reliquias de la poesía épica española ("Vestigii ale poeziei epice spaniole");
- 1953: Romancero hispanico. Teoría e historia ("Romancero hispanic. Teorie și istorie");
- 1959: Le Chanson de Roland y el neotradicionalismo ("Cântarea lui Roland și neotradiționalismul");
- 1904: Manual elemental de gramática histórica española ("Manual elementar de gramatică istorică a limbii spaniole");
- 1926: Orígenes del español. Estado lingüistico de la peninsula ibérica hasta el siglo XI ("Originile limbii spaniole. Situația lingvistică a peninsulei iberice până la sfârșitul secolului al XI-lea");
- 1953: Toponimia prerománica hispana ("Toponimia preromanică hispanică").